# حسين أباد غرغان (حومة بيجار)
حسین أباد غرغان (بالفارسية: حسین‌آباد گرگان) هي قرية تقع في إيران في حومة. يقدر عدد سكانها بـ 17 نسمة بحسب إحصاء 2016.